# Куугонгельва, Саара
Саара Куугонгельва-Амадхила (нем. Saara Kuugongelwa; род. 12 октября 1967, Овамболенд, Юго-Западная Африка) — намибийский политический и государственный деятель. Спикер Национальной ассамблеи Намибии с 21 марта 2025 года. Премьер-министр Намибии с 21 марта 2015 по 21 марта 2025 года.

## Биография
Саара Куугонгельва родилась в 1967 году в Юго-Западной Африке (современная Намибия). С 1980 года она жила и училась в Сьера-Леоне, где вступила в партию СВАПО. В 1987 году она перебралась в Филадельфию (США). В 1994 получила степень магистра финансовой экономики в Университете Линкольна (Пенсильвания).
В 1994 году Саара вернулась на родину в независимую Намибию; первый президент страны Сэм Нуйома пригласил её в правительство, которое возглавлял Хаге Гейнгоб. С 1995 года она в течение 8 лет возглавляла министерство планирования Намибии. С 2003 года она в течение 12 лет возглавляла министерство финансов страны.
В 2014 году была награждена орденом Солнце второго класса.
В конце 2014 года Гейнгоб (глава правительства Намибии) был избран новым президентом Намибии. Он предложил Сааре возглавить новое правительство. После некоторых раздумий она дала согласие и в марте 2015 года была утверждена парламентом. 21 марта правительство Намибии было приведено к присяге.
Через пять лет прошли новые выборы президента Намибии. Победитель был прежний и она вновь заняла пост главы правительства страны. В начале февраля 2024 года умер президент страны Гейнгоб. Вице-президент Нанголо Мбумба был приведён к присяге, он сохранил Саару на посту главы правительства.
20 марта 2025 года Куугонгельва-Амадхила была избрана спикером Национальной ассамблеи Намибии сроком на пять лет. Она стала первой женщиной, возглавившей парламент Намибии.

## Личная жизнь
Куугонгельва замужем за бизнесменом Онесмусом Тобиасом Амадхилой.

## Факты
- Саара Куугонгельва стала самым молодым премьер-министром страны за всё время её независимости.
- Саара Куугонгельва — первая и пока единственная женщина премьер-министр, а также спикер парламента Намибии.